# Fairfield, Texas
Fairfield är administrativ huvudort i Freestone County i Texas. Orten har fått sitt namn efter Fairfield i Alabama. Det ursprungliga ortnamnet var Mound Prairie. Enligt 2010 års folkräkning hade Fairfield 2 951 invånare.

## Kända personer från Fairfield
- Nanceen Perry, friidrottare